# Prangos ornata
Prangos ornata är en flockblommig växtart som beskrevs av Kuzmina. Prangos ornata ingår i släktet Prangos och familjen flockblommiga växter. Inga underarter finns listade i Catalogue of Life.